# 11:11 (canción)
«11:11» es una canción grabada por la cantante surcoreana Taeyeon. Fue publicada como un sencillo digital el 1 de noviembre de 2016 por S.M. Entertainment. La canción fue escrita por Kim Eana y producida por Christian Vinten y Chelcee Grimes. La canción fue parte de la versión de lujo de My Voice, que se lanzó el 5 de abril de 2017.

## Antecedentes y lanzamiento
El 28 de octubre de 2016, Taeyeon anunció que lanzaría un sencillo digital titulado «11:11». La canción se describe como una balada pop que cuenta con la melodía de la guitarra acústica tranquila que se adapta a la atmósfera de finales de otoño. Sus letras son acerca de las reminiscencias de una chica acerca de hacer deseos con su antiguo amor cuando el reloj marcó 11:11.
«11:11»  y su vídeo musical fueron lanzados el 1 de noviembre. Taeyeon filmó una actuación acústica en vivo de la canción, que fue lanzada el 8 de noviembre.

## Recepción
«11:11» debutó en el número dos en el Gaon Digital Chart de Corea del Sur del 30 de octubre al 5 de noviembre de 2016, y vendió 238 197 unidades digitales durante su primera semana de lanzamiento. Fue el segundo sencillo de noviembre de 2016 en Gaon Digital Chart, que se ubicó detrás de «TT» de Twice. «11:11» se posicionó en el número ochenta y nueve en Gaon Year-end Digital Chart de 2016, y vendió 668 462 copias digitales en Corea del Sur. Además se posicionó en el número cinco de la lista World Digital Songs de Billboard.
Billboard clasificó la canción en el número siete en sus veinte mejores canciones K-pop de 2016. En diciembre de 2016, «11:11» vendió 668 462 copias digitales en Corea del Sur.

## Lista de canciones
| Descarga digital |         |          |                                  |          |  |
| N.º              | Título  | Letras   | Música                           | Duración |  |
| 1.               | «11:11» | Kim Eana | Christian Vinten, Chelcee Grimes | 3:43     |  |
| 2.               | «11:11» |          | Christian Vinten, Chelcee Grimes | 3:43     |  |

## Posicionamiento en listas
| Lista (2016)                       | Mejor posición |
| ---------------------------------- | -------------- |
| South Korean Singles (Gaon)        | 2              |
| US World Digital Songs (Billboard) | 5              |

### Lista de fin de año
| Lista (2016)       | Posición |
| ------------------ | -------- |
| South Korea (Gaon) | 89       |

## Historial de lanzamiento
| Región | Fecha                  | Formato          | Distribuidora      |
| ------ | ---------------------- | ---------------- | ------------------ |
| Mundo  | 1 de noviembre de 2016 | Descarga digital | S.M. Entertainment |